# منطقه حفاظت‌شده کوه بزنگان
منطقهٔ حفاظت‌شدهٔ کوه بزنگان یک منطقهٔ حفاظت‌شده با مساحت ۷۳۵۸۸ هکتار است که در استان خراسان رضوی در ایران قرار دارد. این منطقهٔ حفاظت‌شده طبق مصوبهٔ شمارهٔ ۷۱۴ در تاریخ ۱۳۸۹/۷/۱۱ در فهرست مناطق تحت حفاظت سازمان محیط زیست ایران قرار گرفت.